# Langenberg (Raschau-Markersbach)
Langenberg ist ein Ortsteil der Gemeinde Raschau-Markersbach im Erzgebirgskreis, Sachsen, in dem etwa 600 Einwohner leben.

## Geographie

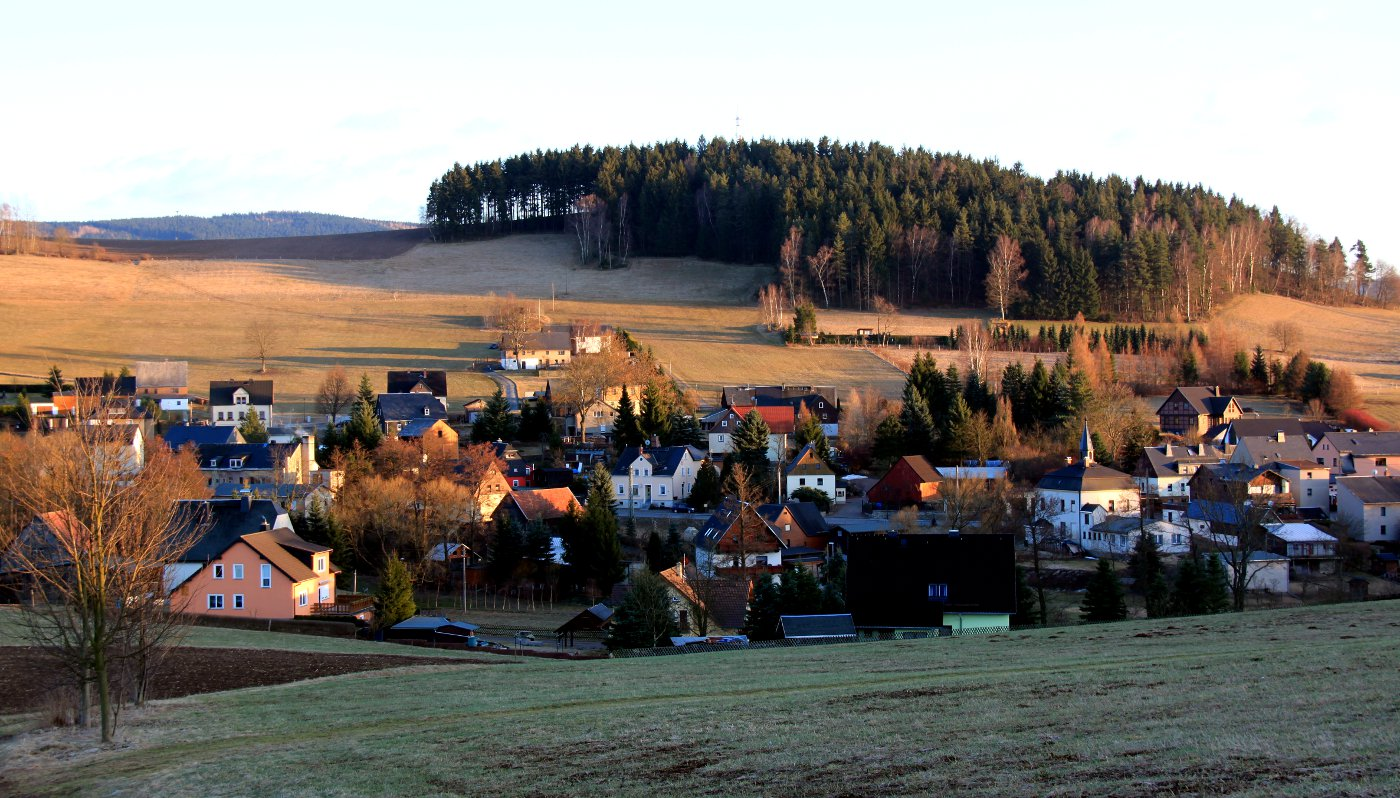
Blick auf Langenberg, im Hintergrund der Emmler

### Geographische Lage und Verkehr
Langenberg liegt im westlichen Teil des Erzgebirges, gehört aber bezüglich des Naturraums zum Mittleren Erzgebirge. Der Ort befindet sich nördlich von Raschau am Schwarzbach unterhalb des Emmler. Durch die Ortslage führt die Staatsstraße 269.

### Nachbarorte
|          | Waschleithe                                 | Schwarzbach |
| Wildenau | Kompassrose, die auf Nachbargemeinden zeigt |             |
|          | Raschau                                     | Mittweida   |

## Geschichte

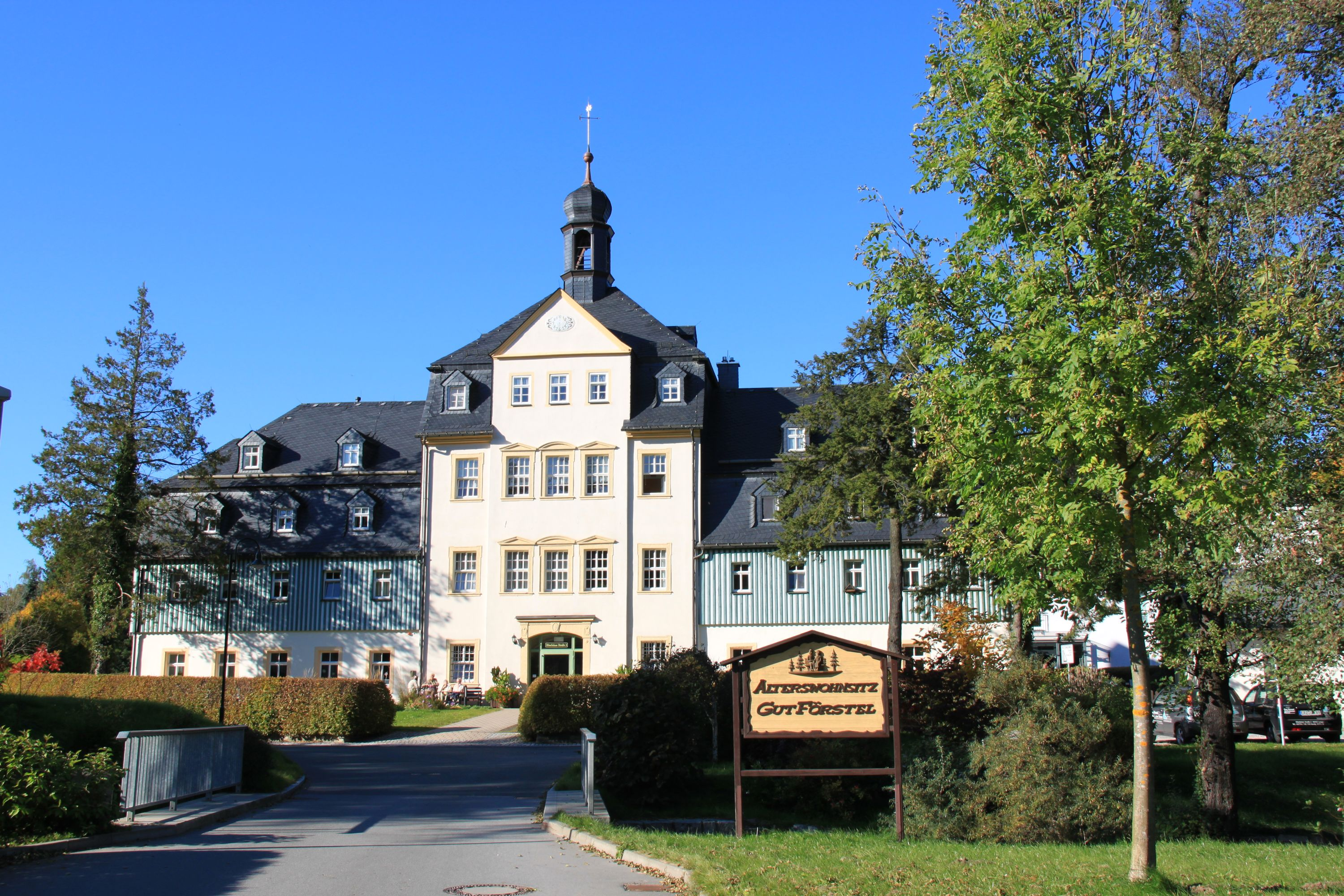
Alterswohnsitz Gut Förstel in Langenberg

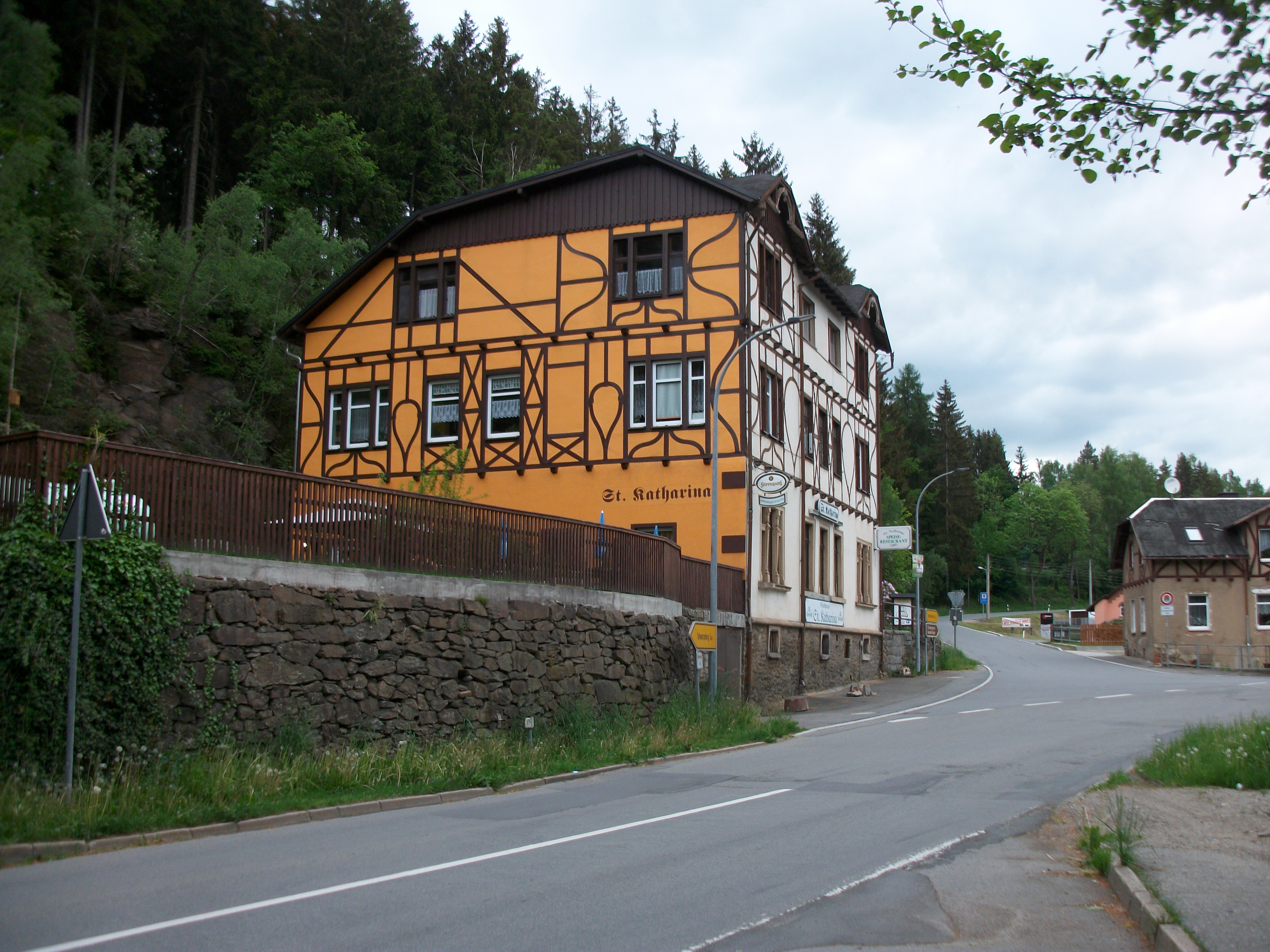
Gasthaus St. Katharina (Langenberg)

Langenberg ist ein für erzgebirgische Verhältnisse relativ junges Dorf. Ausgangspunkt für die Entstehung des Ortes war der nördlich von Raschau gelegene Förstelhammer, der mit weiteren Hammerwerken in der unmittelbaren Nachbarschaft Raschaus ein Indiz für die reichen Eisensteinvorkommen in der Gegend war. Spätestens ab Anfang des 16. Jahrhunderts wurde umfangreicher Bergbau auf dem Emmler und dem Graul betrieben. 1534 wurde durch den letzten Grünhainer Abt Johannes Göpfert eine umfassende Bergordnung erlassen. Eisenstein aus den Gruben an Emmler, Hutstein und dem Langenberg wurde laut dem 1559 aufgestellten Amtserbbuch für das Amt Crottendorf auf den Hammerwerken im Mittweida- und Pöhlwassertal geschmolzen. Der Versuch, 1580 hier den ersten Hochofen im Westerzgebirge zu betreiben scheiterte, sodass dieser 1584 nach Rittersgrün verlegt wurde. Zu seinem Förstelhammer, an der Grenze zwischen dem Amt Crottendorf und dem Amt Grünhain gelegen, erwarb der wohlhabende Hammerherr Nikolaus Klinger am 18. Dezember 1588 von Raschauer Bauern ein Stück Land auf der linken Seite des Schwarzbachs. Laut dem Chronisten Christian Lehmann befand sich dort in der Folge einzig ein „Zechenhäusel“. Das Besitztum ging 1614 auf Klingers Schwiegersohn Rudolph von Schmertzing über. Dieser erhielt am 12. März 1619 in einem kurfürstlichen Privileg zwei als „Holzspitzen“ bezeichnete Waldstücke und die niedere Gerichtsbarkeit über alle seine Grundstücke verliehen sowie die Berechtigung eingeräumt, für die Hammerschmiede und Bergleute, die in seinem Hammerwerk beschäftigt waren, zwölf Häuser errichten zu dürfen. Diese bildeten den Ursprung des Parzellendorfs Langenberg, das sich in der Folge nur spärlich weiter entwickelte.
Die Bewohner gingen zum Gottesdienst nach Raschau, wo 1620 erstmals die Ortsbezeichnung Langenberg in den erhaltenen Kirchenrechnungen auftaucht. Der Name des Dorfs leitet sich offenbar von jenem langen und vor allem steilen Berg ab, den es damals wie heute auf dem Weg nach Raschau zu überwinden galt. Im Laufe der Zeit entwickelte sich Langenberg als unabhängiger Ort, bevor es 1924 seine Eigenständigkeit verlor und nach Raschau eingemeindet wurde. Bedeutung hatten vor allem die Bergwerke wie Stamm Asser, Gottes Geschick, St. Katharina sowie das südwestlich gelegene Kalkwerk Langenberg.
Das ehemalige Rittergut Förstel gehört als Alterswohnsitz zur Dr. Willmar Schwabesche gemeinnützige Heimstättenbetriebsgesellschaft mbH.